# Embouchure (hydrologie)
Pour les articles homonymes, voir Embouchure.

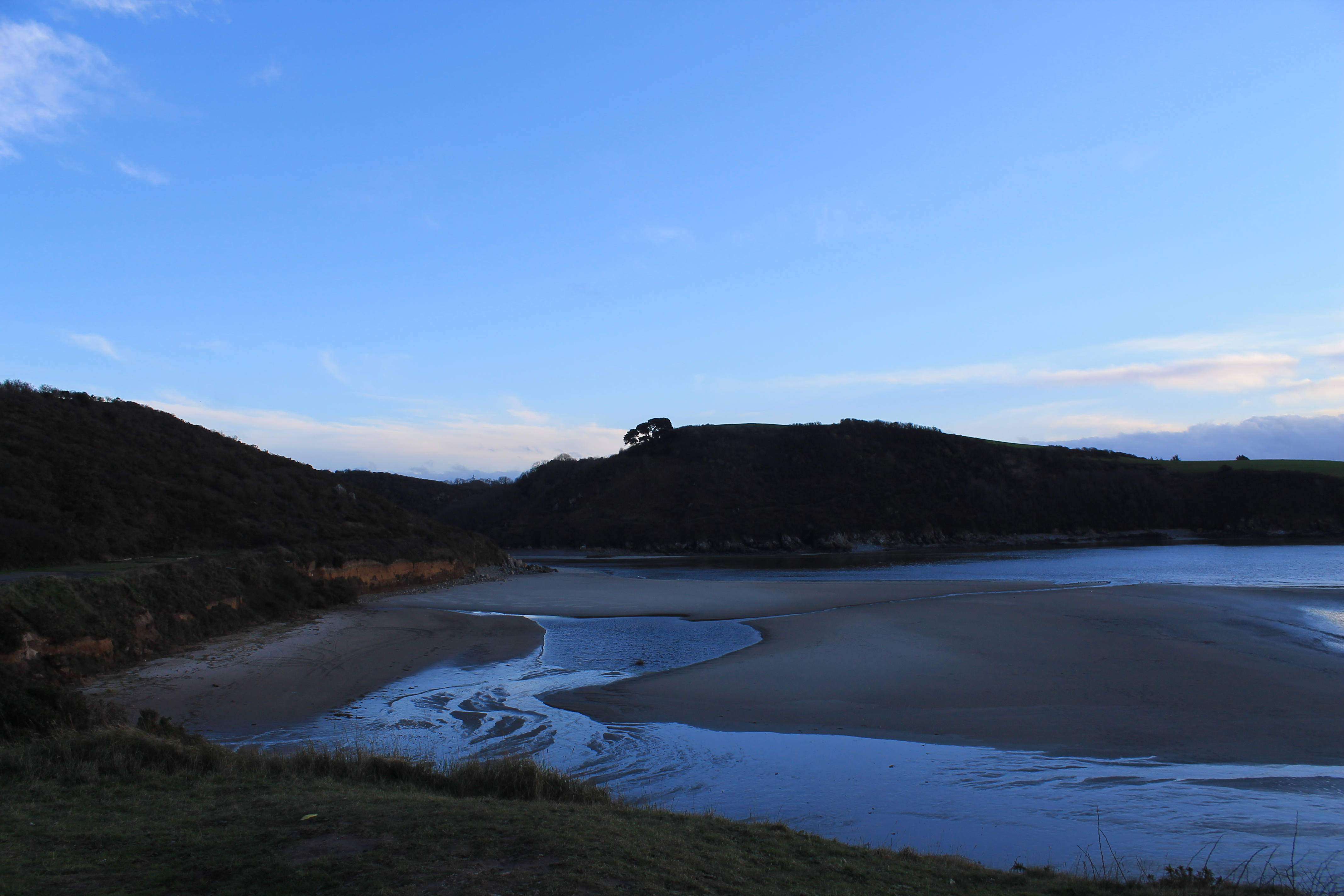
Embouchure du Gouessant dans l'anse de Morieux (Côtes-d'Armor en Bretagne).

Une embouchure est le lieu où un cours d'eau se jette dans un lac, un réservoir, une mer ou un océan. Elle se distingue d'une confluence qui correspond à la rencontre avec un autre cours d'eau.
L'embouchure peut prendre la forme d'un estuaire ou d'un delta.

## Terminologie
Le terme de « bouche(s) » est parfois employé comme dans le cas des « bouches du Rhône ».
Dans le cas d'un cours d'eau qui se jette dans un autre cours d'eau, on désigne par « confluence » le lieu où les cours d'eau se joignent.  Le mot « confluent » est associé aux noms des deux cours d'eau concernés et n'indique pas de hiérarchie (par exemple le confluent de la Semois et de la Vierre). Le mot « embouchure » s'accompagne du seul nom de l'affluent, dont la confluence marque l'extrémité (par exemple l'embouchure de la Semois qui correspond au confluent de la Semois et de la Meuse).

## Description
L'eau d'un cours d'eau peut pénétrer dans le milieu récepteur de différentes manières. Le mouvement d'un cours d'eau est influencé par la densité relative celui-ci par rapport au milieu récepteur, la rotation de la Terre et tout mouvement ambiant dans le milieu récepteur, comme les marées ou les seiches.
Si l'eau d'un cours d'eau a une densité plus élevée que la surface de l'eau réceptrice, l'eau du cours d'eau plongera sous la surface. L'eau du cours d'eau formera alors soit un courant inférieur, soit un courant intermédiaire dans le lac. Toutefois, si l'eau du cours d'eau est plus légère que l'eau réceptrice, comme c'est généralement le cas lorsque l'eau douce d'un fleuve se jette dans la mer, l'eau du cours d'eauF flottera à la surface de l'eau réceptrice sous forme de débordement.
Parallèlement à ces transports par advection, l'eau entrante diffusera également.
Comme tous les lieux à cheval entre deux milieux naturels différents, les embouchures sont généralement des endroits de grande biodiversité : des eaux de composition, température et vitesse différentes se rencontrent. Les nutriments et les sédiments charriés par les cours d'eau se diluent ou se déposent sur les fonds (charge de fond). Ce dépôt de sédiments peut générer diverses formes de relief, telles que des deltas, des bancs de sable, des cordons littoraux, des canyons sous-marins et des chenaux de liaison.
Dans le cas d'un cours d'eau qui se jette dans un lac, une mer ou un océan, son embouchure est délimitée par la zone du cours d'eau subissant l'effet des marées. La biodiversité y est encore accrue par le mélange d'eaux douces et salées, créant des eaux saumâtres à des concentrations variées.

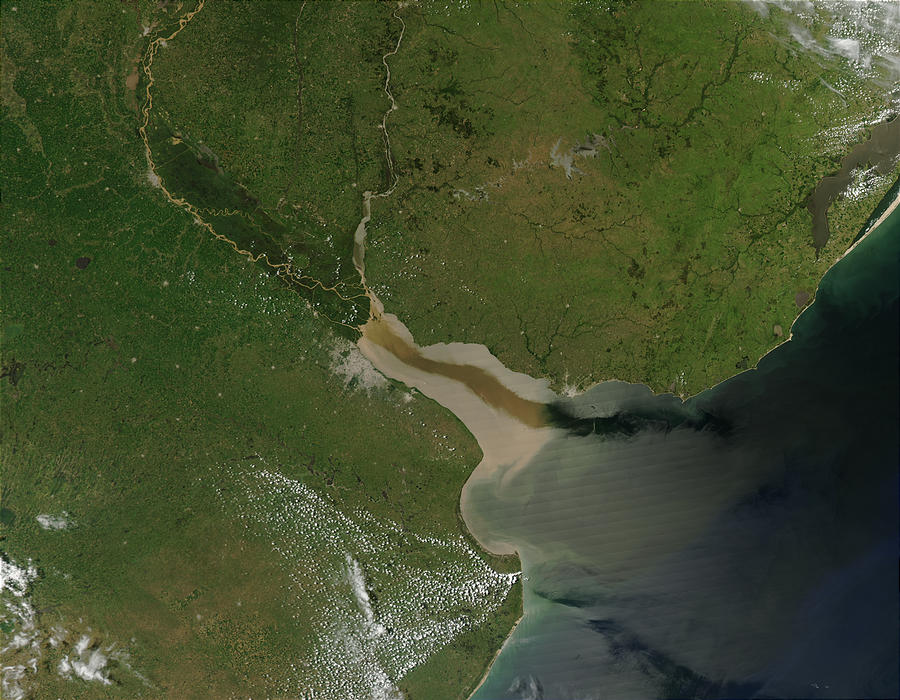
Image satellite du Río de la Plata, l'estuaire formant l'embouchure du Río Paraná et du Río Uruguay (Argentine et Uruguay).
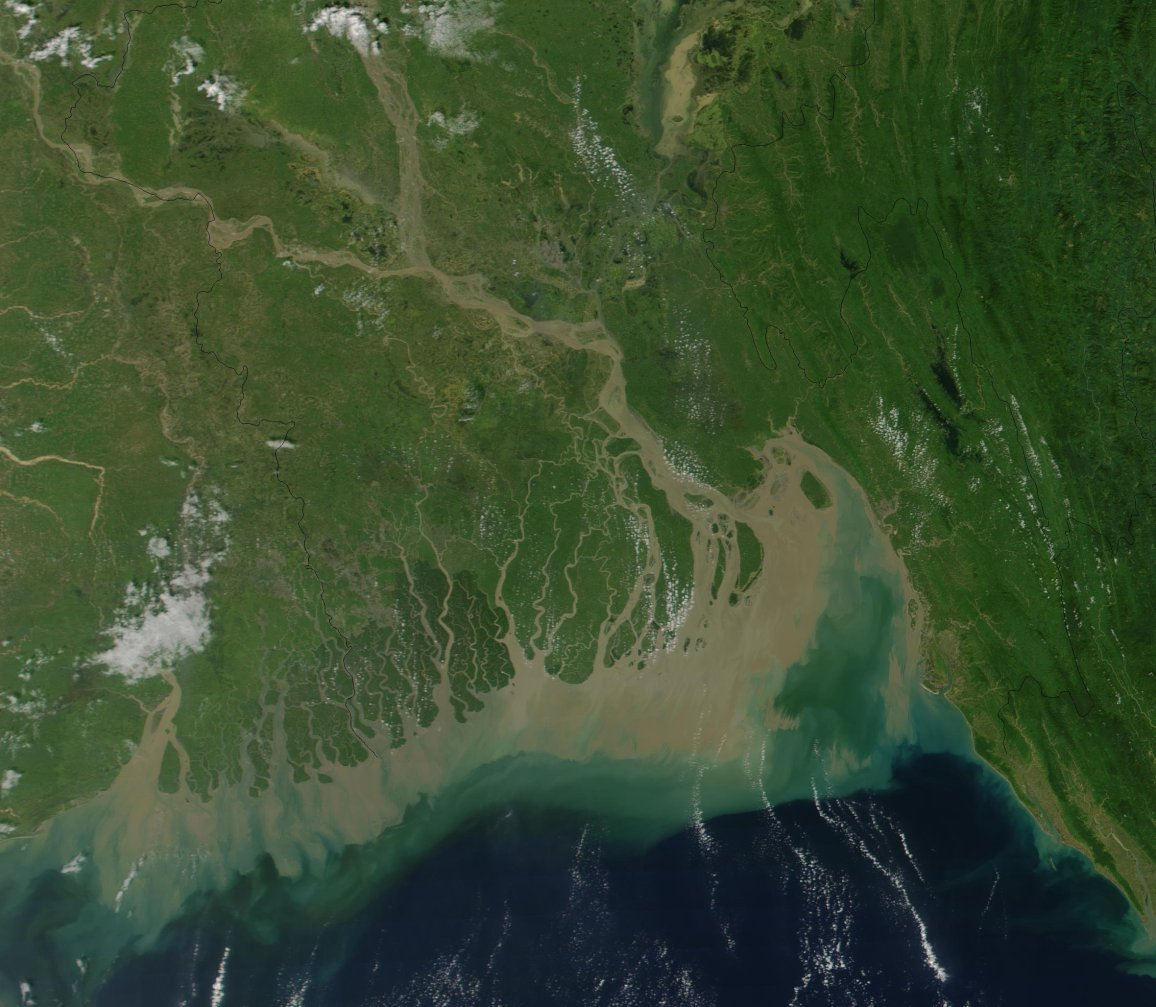
Image satellite du delta du Gange formant les embouchures du Gange et du Brahmapoutre (Inde et Bangladesh).

## Influence culturelle
Au Royaume-Uni, de nombreux lieux tirent leur nom de leur position à l'embouchure des fleuves, tels que Plymouth (litt. « embouchure du fleuve Plym »), Sidmouth (litt. « embouchure du fleuve Sid ») et Great Yarmouth (litt. « embouchure du fleuve Yare ») ; en celtique, le terme est « Aber » ou « Inver ».